# Шифратор (электроника)
Шифратор (кодер) (англ. encoder) — логическое устройство, выполняющее логическую функцию (операцию) — преобразование позиционного n-разрядного кода в m-разрядный двоичный, троичный либо k-ичный код.

Двоичный шифратор 4-к-2

## Виды шифраторов

### Двоичный шифратор
Двоичный шифратор выполняет логическую функцию преобразования унитарного n-ичного однозначного кода в двоичный. При подаче сигнала на один из n входов (обязательно на один, не более) на выходе появляется двоичный код номера активного входа.
{\displaystyle \ n=2^{m},} где

{\displaystyle \ n} — число входов,

{\displaystyle \ m} — число выходных двоичных разрядов.

### Троичный шифратор
Троичный шифратор выполняет логическую функцию преобразования унарно n-ичного однозначного (одноединичного или однонулевого) кода в троичный. При подаче сигнала («1» в одноединичном коде или «0» в однонулевом коде) на один из n входов на выходе появляется троичный код номера активного входа.
Число входов и выходов в полном троичном шифраторе связано соотношением:
{\displaystyle \ n=3^{m}}, где

{\displaystyle \ n} — число входов,

{\displaystyle \ m} — число выходных троичных разрядов.

### Полный k-ичный шифратор
Если количество входов настолько велико, что в шифраторе используются все возможные комбинации сигналов на выходе, то такой шифратор называется полным, если не все, то неполным.
Число входов и выходов в полном k-ичном шифраторе связано соотношением:
{\displaystyle \ n=k^{m}}, где

{\displaystyle \ n} — число входов,

{\displaystyle \ m} — число выходных k-ичных разрядов,

{\displaystyle \ k} — основание системы счисления.

### Приоритетный шифратор
Приоритетный шифратор отличается от шифратора наличием дополнительной логической схемы выделения активного уровня старшего входа для обеспечения условия работоспособности шифратора (только один уровень на входе активный). Уровни сигналов на остальных входах схемой игнорируются.

## Примеры
- К555ИВ1 — ТТЛ микросхема приоритетного шифратора (n = 8, m = 3). Зарубежный аналог 74148.
- К555ИВ3 — ТТЛ микросхема неполного декадного шифратора (n = 9, m = 4). Зарубежный аналог 74147.